# Chinesischer Spitz-Ahorn
Der Chinesische Spitz-Ahorn (Acer truncatum) ist eine Pflanzenart aus der Gattung der Ahorne (Acer) in der Familie der Seifenbaumgewächse (Sapindaceae). Das natürliche Verbreitungsgebiet liegt im nördlichen Teil der Volksrepublik China und in angrenzenden Gebieten.

## Beschreibung

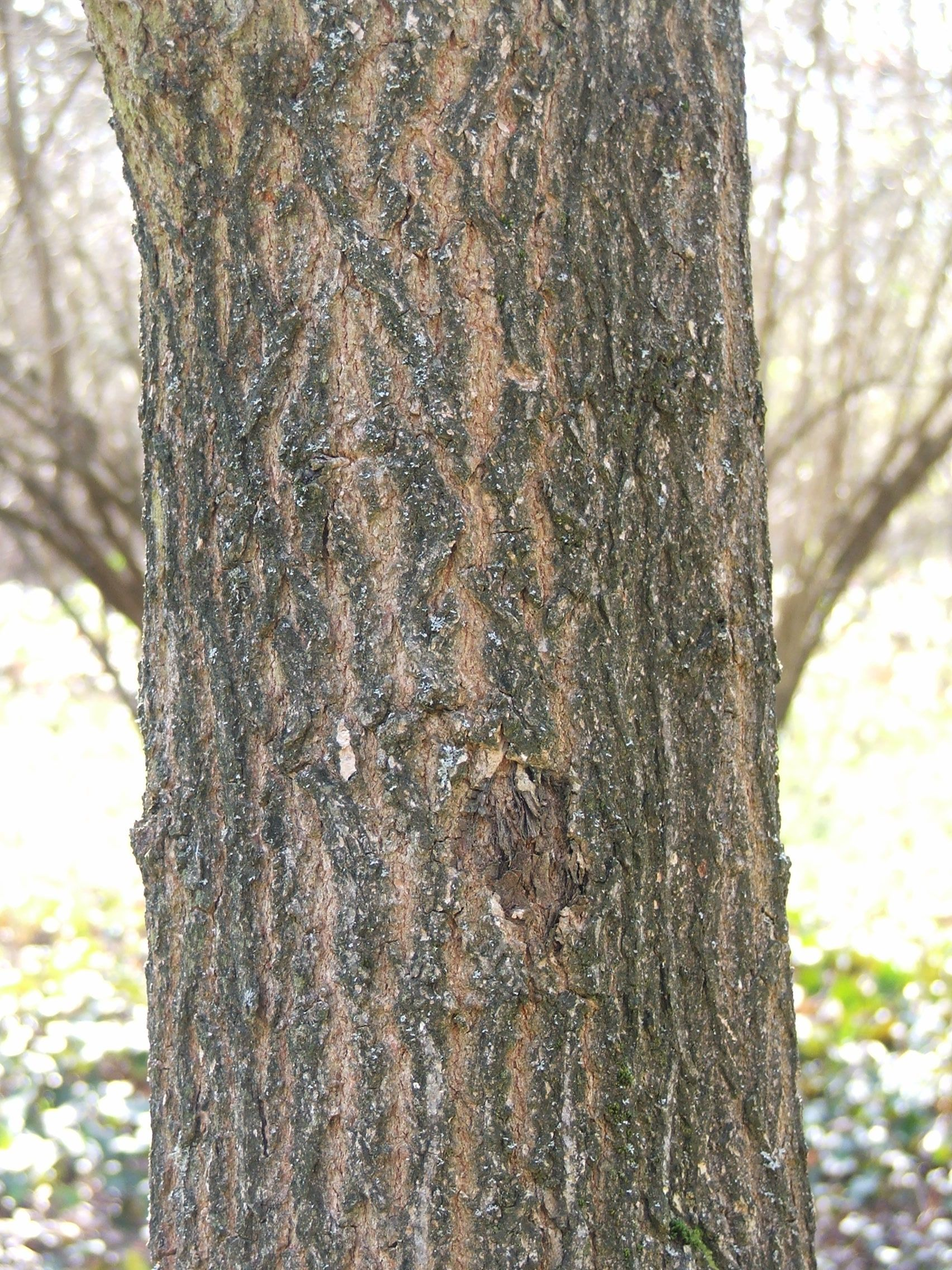
Stamm und Borke

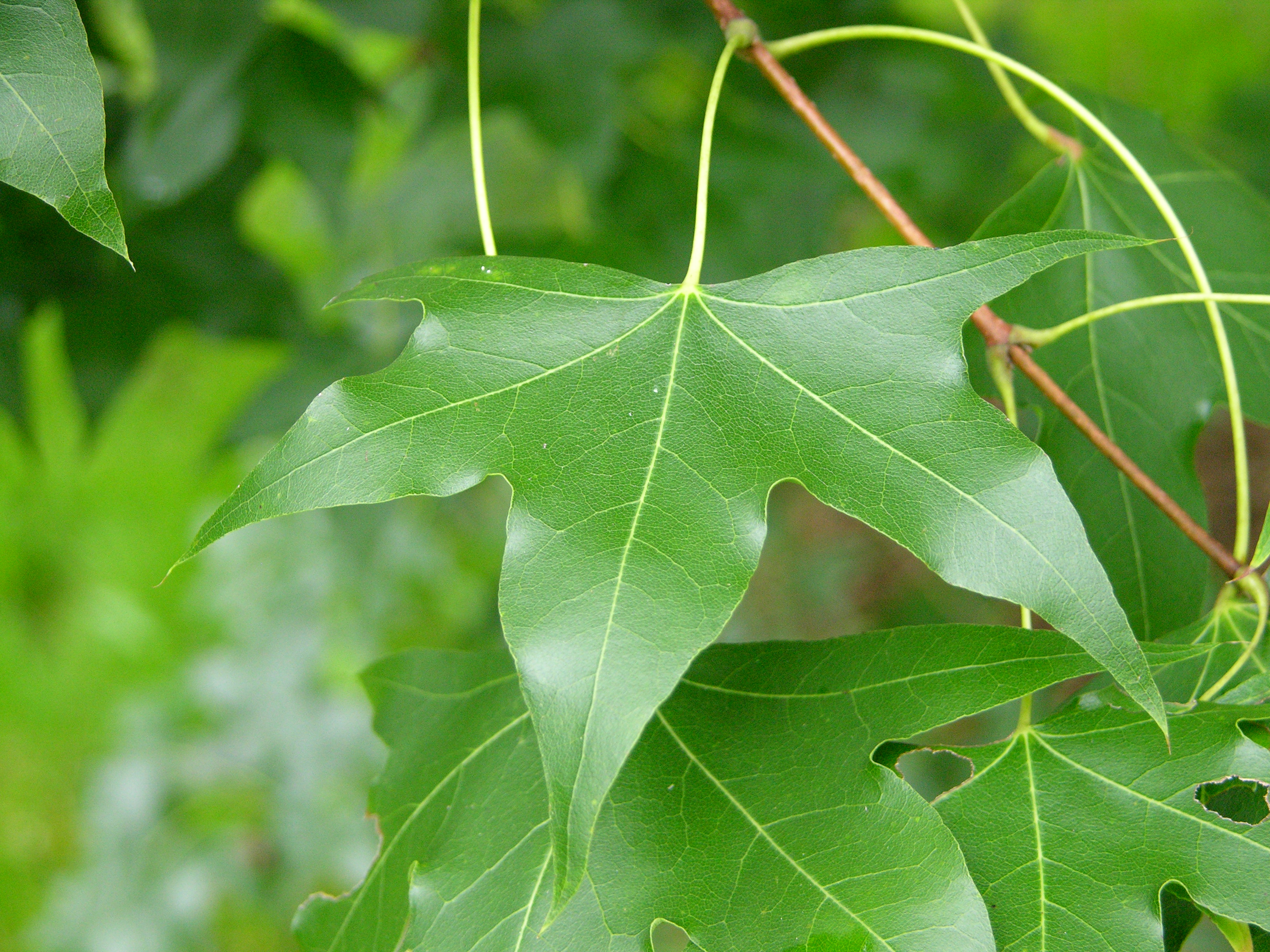
Gestielte, gelappte Laubblätter

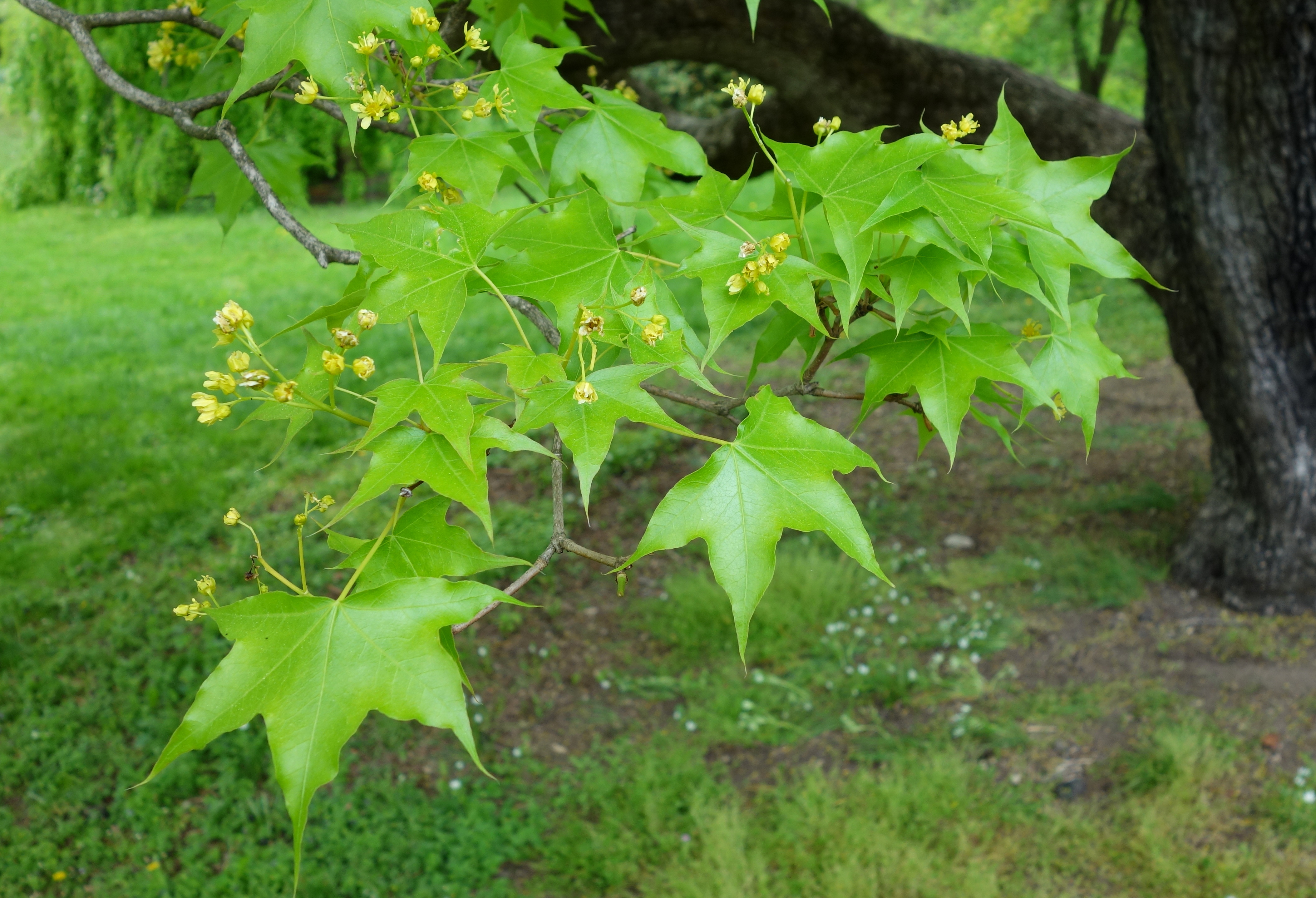
Zweig mit jungen Laubblättern und Blütenständen

### Vegetative Merkmale
Der Chinesische Spitz-Ahorn ist ein kleiner Baum und erreicht Wuchshöhen von 10 bis 12 Metern. Die kahle Rinde ist anfangs purpurfarben, später grau-braun bis dunkel-braun.
Die gegenständig an den Zweigen angeordneten Laubblätter sind in Blattstiel und -spreite gegliedert. Der dünne Blattstiel ist bis zu doppelt so lang wie die Blattspreite, bei Verletzung gibt er klaren Milchsaft ab. Die Blattspreite ist bei einer Breite von 6 bis 10 Zentimetern mit gestutzter Spreitenbasis fünf- oder selten siebenlappig. Die Blattlappen sind schmal mit zugespitztem oberen Ende und meist ganzrandig. Die drei oberen Blattlappen sind wesentlichen größer als die zwei unteren. Beide Blattseiten sind glänzend hellgrün und kahl. Beim Austrieb sind die Blätter rötlich gefärbt und werden später olivgrün. Die Laubblätter färben sich im Herbst rot. 

### Generative Merkmale
Die Blütezeit reicht von April bis Mai, nach dem Austreiben der Laubblätter. Der aufrechte, trubdoldige Blütenstand ist 6 bis 8 Zentimeter breit. Die gelblich-grüne Blüte ist bei einem Durchmesser von etwa 1 Zentimeter radiärsymmetrisch und fünfzählig mit doppelter Blütenhülle. 
Die Früchte reifen im August. Die Flügelnuss ist etwa 3 Zentimeter lang. Die grünlich-weiße Flügel sind rechtwinkelig bis schwach stumpfwinkelig gespreizt.  
Die Chromosomenzahl beträgt 2n = 26.

## Vorkommen
Das Verbreitungsgebiet liegt in Amur-Gebiet im östlichen Russland, in Korea, in der Inneren Mongolei und in den chinesischen Provinzen Gansu, Hebei, Henan, Jiangsu, Jilin, Liaoning, Shaanxi, Shandong sowie Shanxi. Acer truncatum gedeiht in Höhenlagen von 400 bis 1000 Metern in artenreichen Wäldern, auf frischen bis feuchten, schwach sauren bis alkalischen, guten, meist lehmigen Böden an sonnigen bis halbschattigen Standorten. Der Chinesische Spitz-Ahorn ist wärmeverträglich und meist frosthart.

## Systematik
Die Erstbeschreibung erfolgte 1833 durch Alexander von Bunge in Enumeratio Plantarum, quas in China Boreali Collegit Dr. Al. Bunge. St. Petersburg. in: Mémoires présentés à l'Académie impériale des Sciences de St. Petersbourg par divers Savans et dans ses assemblées. S. 10.
Die Art Acer truncatum gehört zur Sektion Platanoidea in der Gattung Acer.

## Verwendung
Der Chinesische Spitz-Ahorn wird selten wegen seines Holzes und wegen seiner außergewöhnlichen Herbstfärbung als Ziergehölz verwendet.

## Nachweise